# 潜游龙属
潜游龙（属名：Colymbosaurus）是浅隐龙科蛇颈龙的一个属，分布于晚侏罗世（卡洛维阶至提通阶）的英国及挪威斯瓦尔巴。现已鉴别出两个种，分别为巨颈潜游龙（C. megadeirus）和斯瓦尔巴潜游龙（C. svalbardensis），两者均为体型较小的蛇颈龙类，长达5（16英尺）、重达700（1,500英磅）。

## 分类

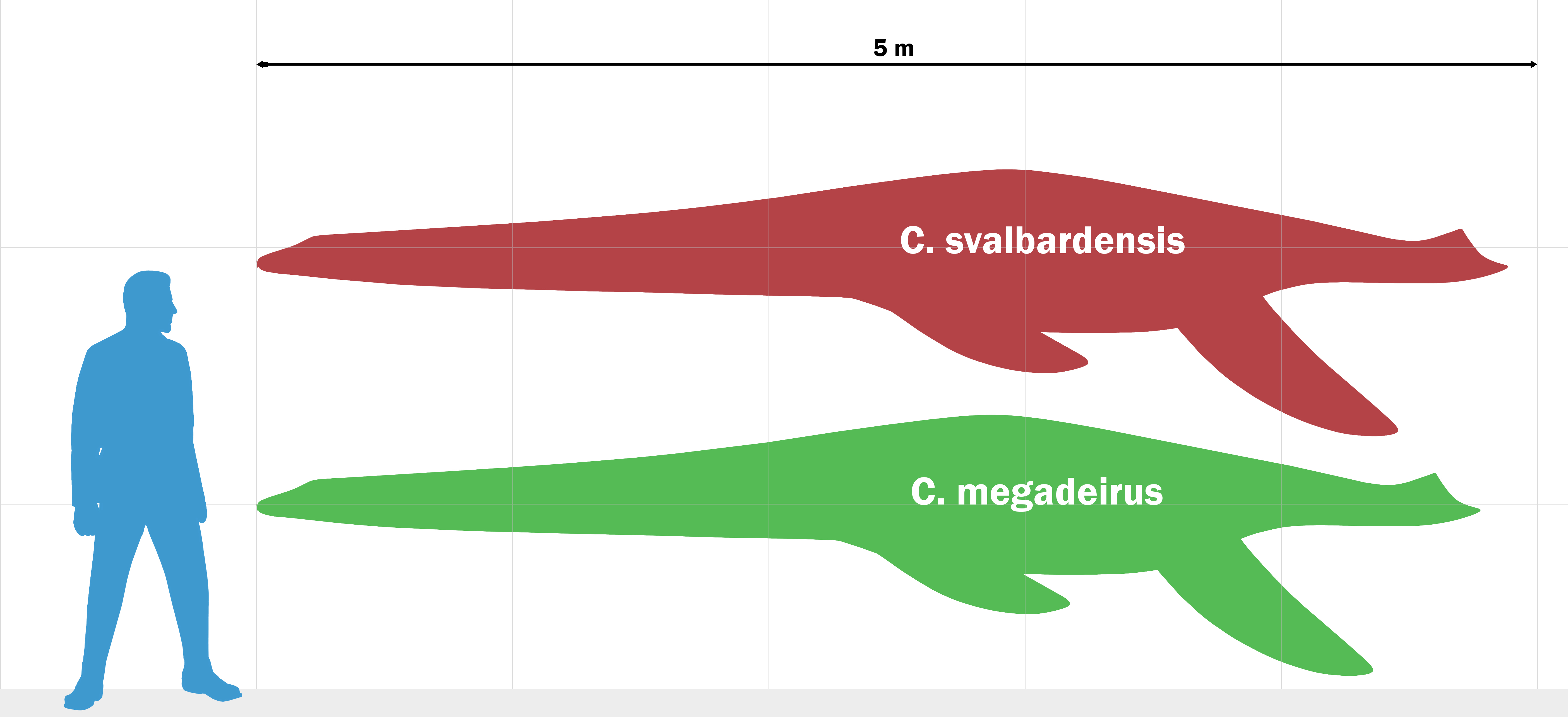
潜游龙两个物种的体型比较

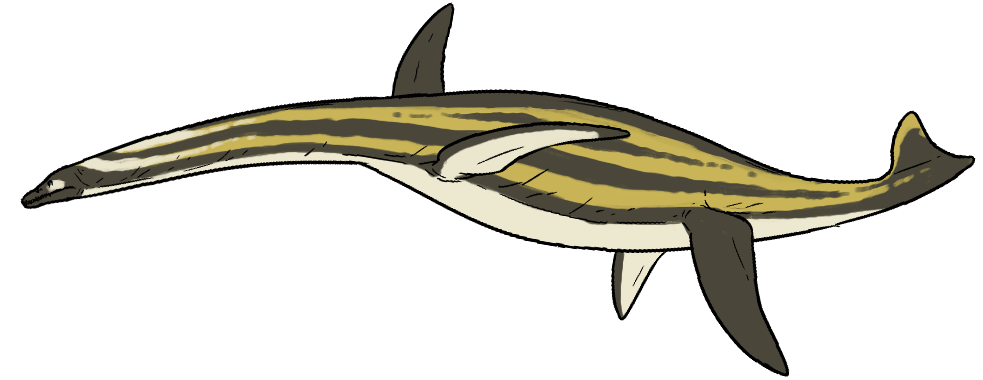
巨颈潜游龙复原图

首批潜游龙残骸最初被描述为蛇颈龙新种转子蛇颈龙（Plesiosaurus trochantericus）该物种的正模标本NHMUK 31787是一根来自英国牛津郡沙特欧瓦启莫里阶启莫里黏土组的肱骨。然而理查德·欧文（Richard Owen）却误将其认作股骨，该鉴定在1871年一篇关于牛津郡地质的论文中得到纠正。
与此同时还从启莫里黏土组描述了其它蛇颈龙亚目。巨颈蛇颈龙（Plesiosaurus megadeirus）是在一篇记载剑桥大学塞格维克地球科学博物馆所收藏中生代四足动物标本的文献中为两个部分颅后标本所建立。波特兰上龙（Pliosaurus portlandicus）是为多塞特郡发现的部分后肢所建立。同时，约翰·赫克（John Whitaker Hulke）还为来自启莫里阶多塞特郡的一个不完整颅后骨骼（NHMUK 40106）建立了曼氏蛇颈龙（Plesiosaurus manselii）。哈利·丝莱（Harry Govier Seeley）则开始将巨颈蛇颈龙视为不同属，并为该物种创建属名潜游龙（Colymbosaurus）。后来他又将波特兰上龙与曼氏蛇颈龙归入潜游龙，并根据上足解剖特征认为两者是与巨颈潜游龙不同的物种。
一项对英国晚侏罗世所有蛇颈龙亚目名义物种的检查结果是潜游龙仅含转子潜游龙（C. trochantericus）一个种，巨颈潜游龙、波特兰潜游龙及曼氏潜游龙均为转子潜游龙的异名。由于未发现颅骨残骸，从与启莫里龙归入材料的比较来看，潜游龙可能是启莫里龙的首异名。
等到挪威的“斯瓦尔巴三锁龙”（"Tricleidus" svalbardensis）被鉴定为潜游龙的一个有效种——斯瓦尔巴潜游龙（C. svalbardensis），该属的分布范围扩展到了英国以外。此次重新归类加上在斯瓦尔巴群岛发现新蛇颈龙亚目，促使对启莫里黏土组的浅隐龙科进行了新修订。转子蛇颈龙被宣布为疑名，可以归入潜游龙但不确定属于哪个物种，启莫里龙与曼氏蛇颈龙则被视为不同动物。由于此次修订，巨颈潜游龙被重新指定为本属的模式种。